# U-Bahn-Station Westbahnhof
Westbahnhof is een is een metrostation in het district Liesing van de Oostenrijkse hoofdstad Wenen. Het station werd geopend op 1 juni 1898 en wordt bediend door de metrolijnen U3 en U6.

## Stadtbahn
In de tweede helft van de 19e eeuw groeide de Weense bevolking fors en werden meerdere kopstations van verschillende spoorwegmaatschappijen geopend. Om het vervoer tussen de buitenwijken en de binnenstad te verbeteren en de kopstations onderling te verbinden werd in 1892 besloten tot de aanleg van de Stadtbahn met vier lijnen waaronder de Gürtellinie. Deze lijn loopt langs de Gürtel aan de westrand van de binnenstad en kreeg onder meer een station bij het in 1858 geopende Westbahnhof. Het station kwam in een 110 meter lange tunnelbak tussen twee korte tunnels vlak voor het spoorwegstation en kreeg zijperrons. In de plantekeningen van 1890 werd het station als Westbahn vermeld.
Het toegangsgebouw aan de kant van de Mariahilfer Straße was een van de vele vierkante, voor de Stadtbahn typerende, stationsgebouwen naar een ontwerp van Otto Wagner. Het Stadtbahnstation stond geheel los van het spoorwegstation en om verwisseling te vermijden werd op de gevel de tekst STADTBAHN HALTESTELLE WESTBAHNHOF aangebracht in plaats van alleen de stationsnaam zoals gebruikelijk was. Het station werd in juli 1896 opgeleverd en kreeg de afkorting WB, op 1 juni 1898 werd het samen met de Gürtellinie geopend.
In december 1918, in de nasleep van de Eerste Wereldoorlog, werd de lijn gesloten als gevolg van kolenschaarste. In het kader van het Überleitungsverkehr werden van 1 juni 1922 tot 30 september 1924 toch stoomtreinen ingezet om het na de oorlog steeds drukker wordende spoorwegstation te ontlasten. De Stadtbahn werd tussen juni en oktober 1925 geëlektrificeerd en vanaf 4 juni 1925 werden de diensten van de Stadtbahn hervat met elektrische sneltrams. De volledige dienst op de ringlijnen DG en GD alsmede lijn 18G was op 20 oktober 1925 hersteld, op 14 februari 1926 was ook lijn G weer operationeel. Op 5 juni 1926 kreeg het station de naam Mariahilfer Straße-Westbahnhof en de afkorting MS.

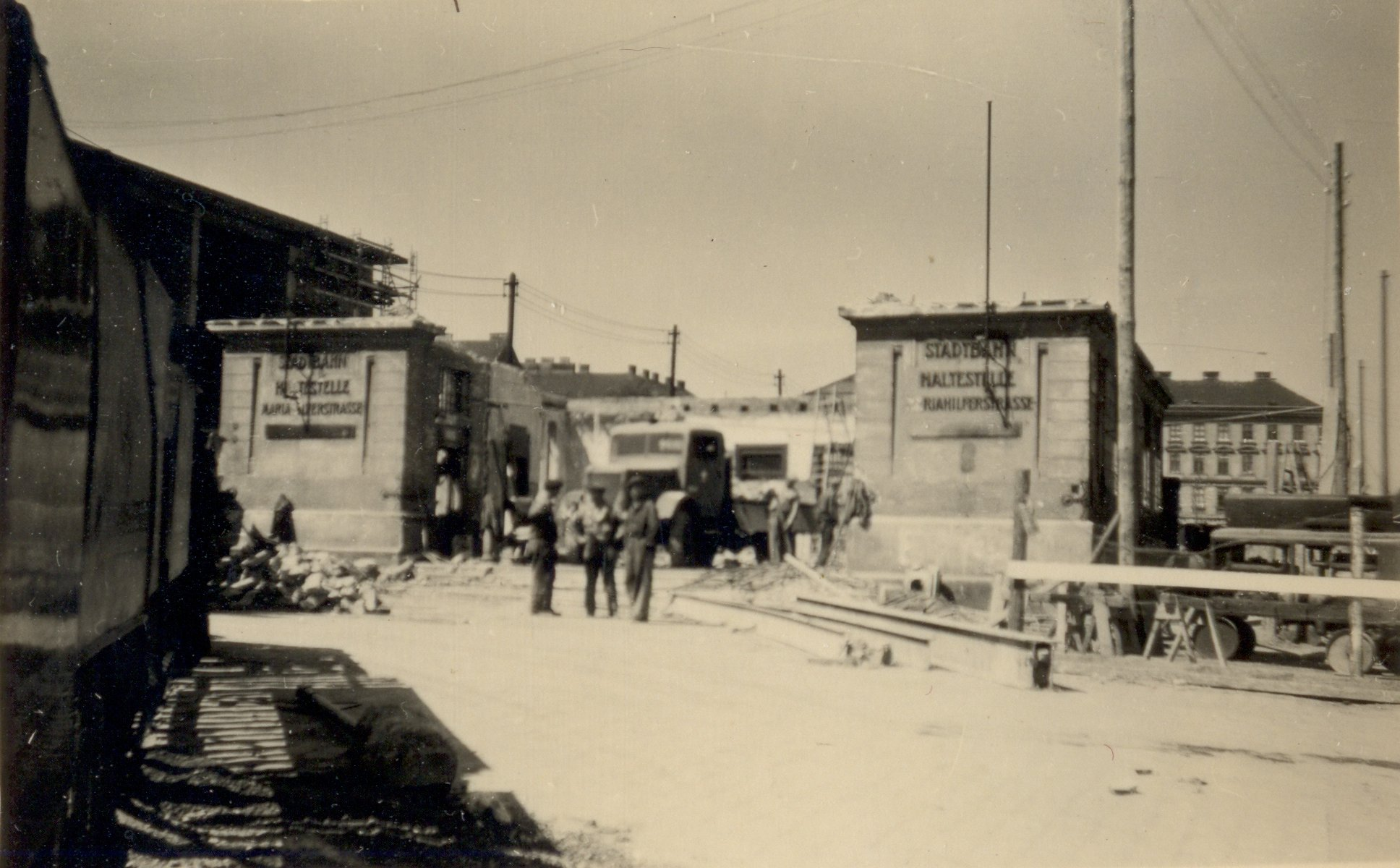
De afbraak van het stationsgebouw uit 1896 in 1951.
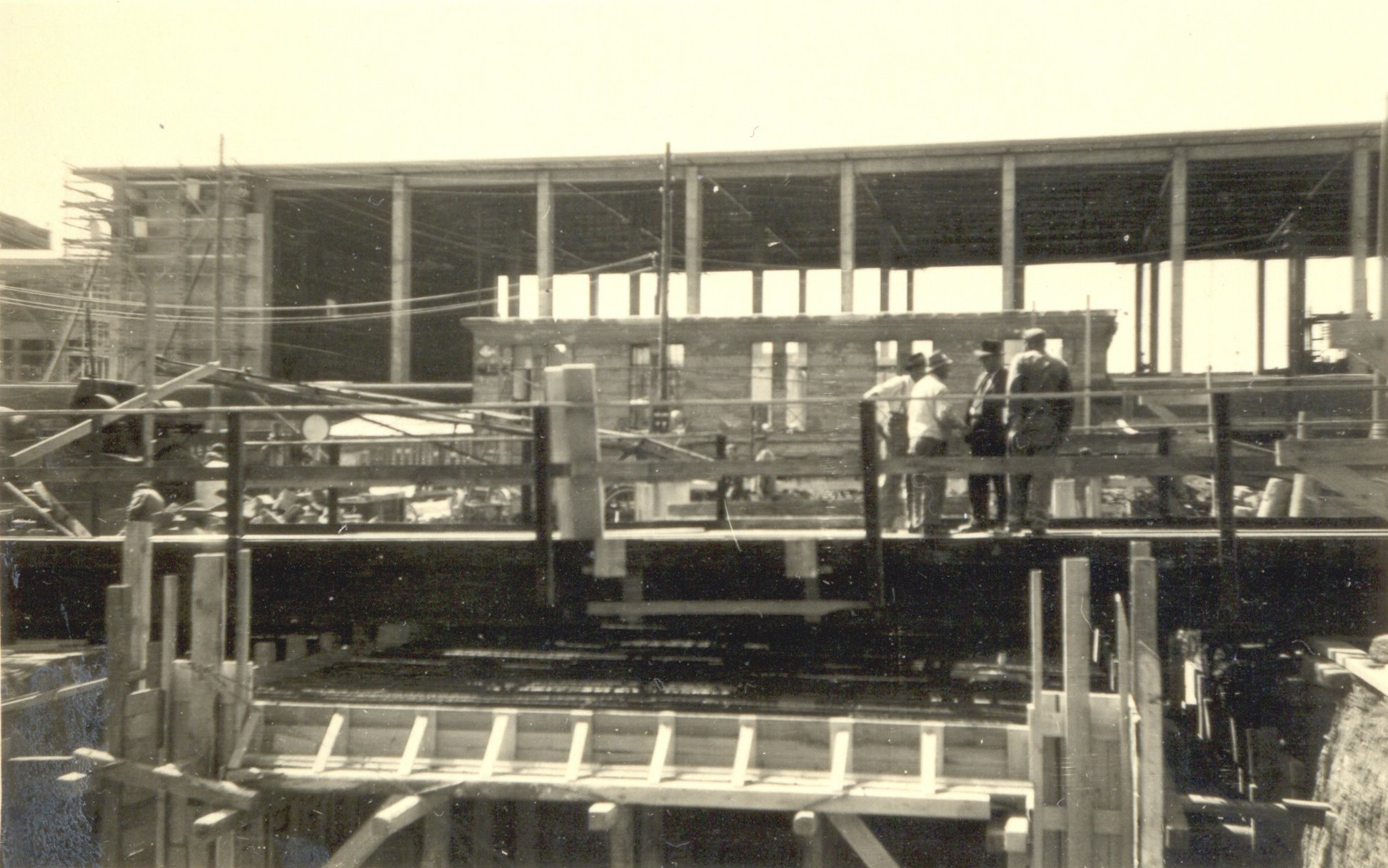
Het nieuwe Westbahnhof in aanbouw in 1950.

In verband met de nieuwbouw van het spoorwegstation werd het Stadtbahn-station overkluisd en kreeg het nieuwe ondergrondse toegangen. Hiermee was het het eerste ondergrondse station in Wenen, iets wat in het stoomtijdperk door de rook van de locomotieven onmogelijk was. Het bovengrondse stationsgebouw werd afgebroken en op 22 december 1951 werd het nieuwe station na een verbouwing van acht maanden geopend. De stationshal, kaartverkoop en OV-poortjes lagen nu onder straatniveau en waren met een 30 meter lange gang verbonden met de hal van het nieuwe Westbahnhof. Verdere toegangen lagen aan de buitenste rijbanen van de Gürtel en via een reizigerstunnel kon een toegang bij het Hessermonument in de middenberm van de Gürtel bereikt worden. Tussen 1981 en 1988 verdween de toevoeging Mariahilfer Straße weer en kreeg het station de afkorting WS.

## Metro
De stationsinrichting uit 1951 bleef bestaan tot 1990 toen ze werd vervangen door het nieuwe metrostation onder de middenberm van de Gürtel. Metro U6 verving op 7 oktober 1989 de resterende Stadtbahnlijnen G en GD, vanaf 28 januari 1990 stopten de metro's naar het noorden op spoor 1 van het nieuw station, vanaf 4 februari 1990 gold dat ook voor de metro's naar het zuiden. De afbouw van het nieuwe metrostation, met de definitieve toegangen en roltrappen duurde nog tot 8 november 1991 dat dan ook als officiële openingsdatum geldt. De tunnelbak uit 1898 werd niet volgestort zodat deze eventueel als autotunnel gebruikt kan worden. In het kader van de bouw van het nieuwe metrostation werd het Hessermonument 200 meter verplaatst. Behalve de sporen en perrons voor de U6 werd onder de Mariahilfer Straße een pylonenstation voor de U3 gebouwd dat op 4 september 1993 werd geopend. Sindsdien is er sprake van een kruisingsstation op drie niveaus en is het een van de drukste OV-knooppunten in Wenen. Voor de U3 was het bijna een jaar lang het westelijke eindpunt tot op 3 september 1994 de lijn werd doorgetrokken tot Johnstraße.

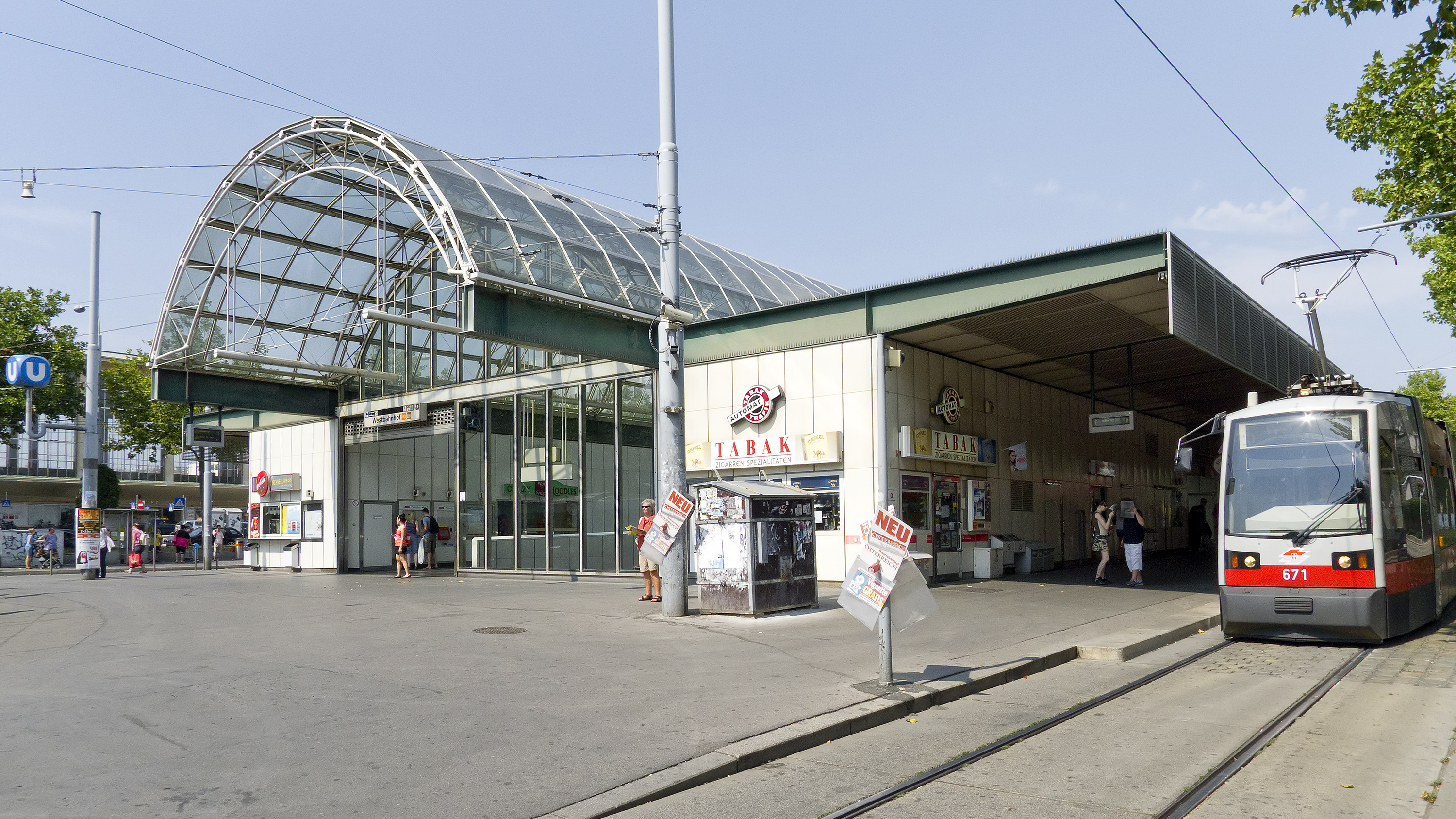
Het metrostationsgebouw uit 1990.
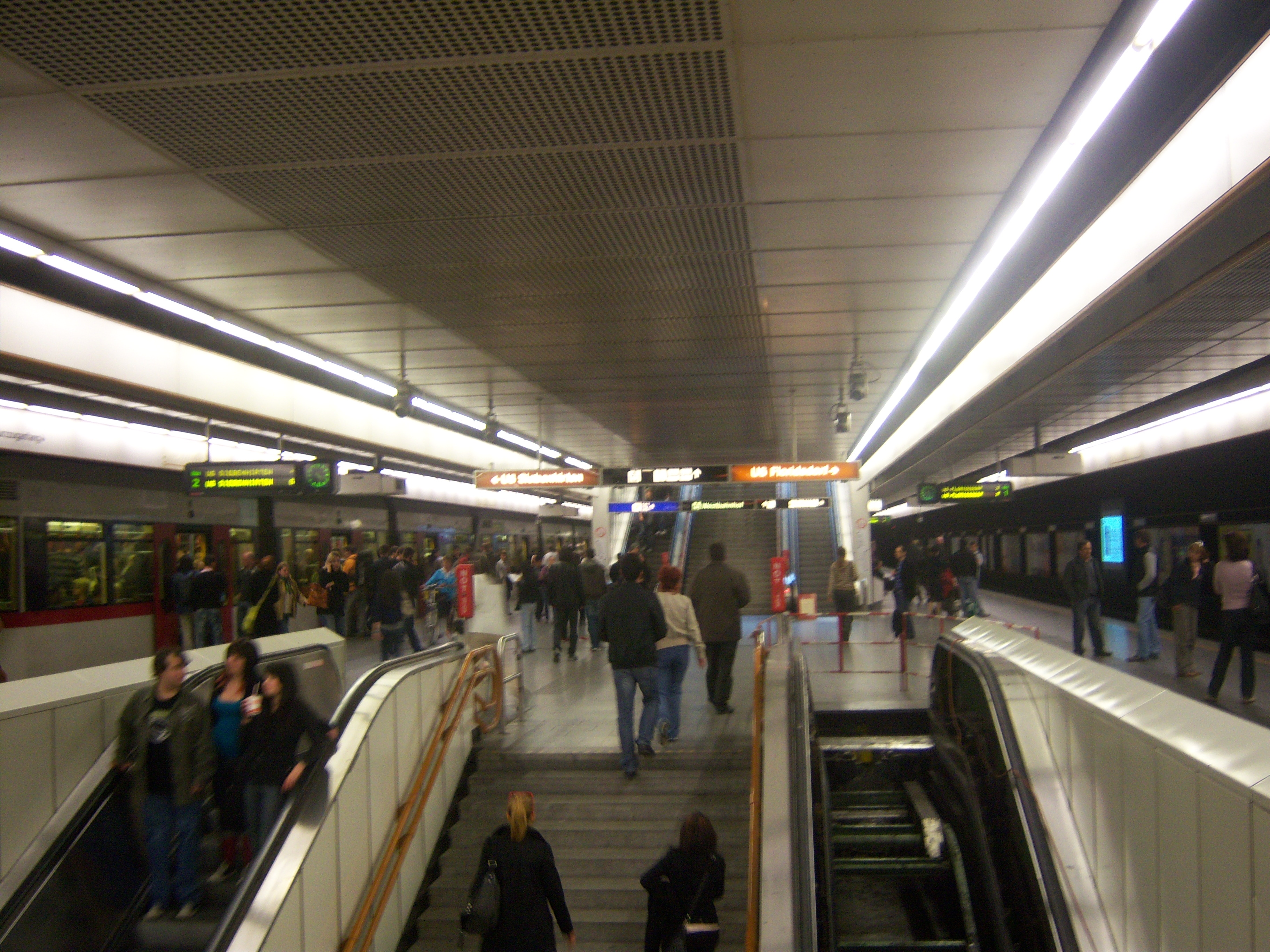
Het perron van de U6.
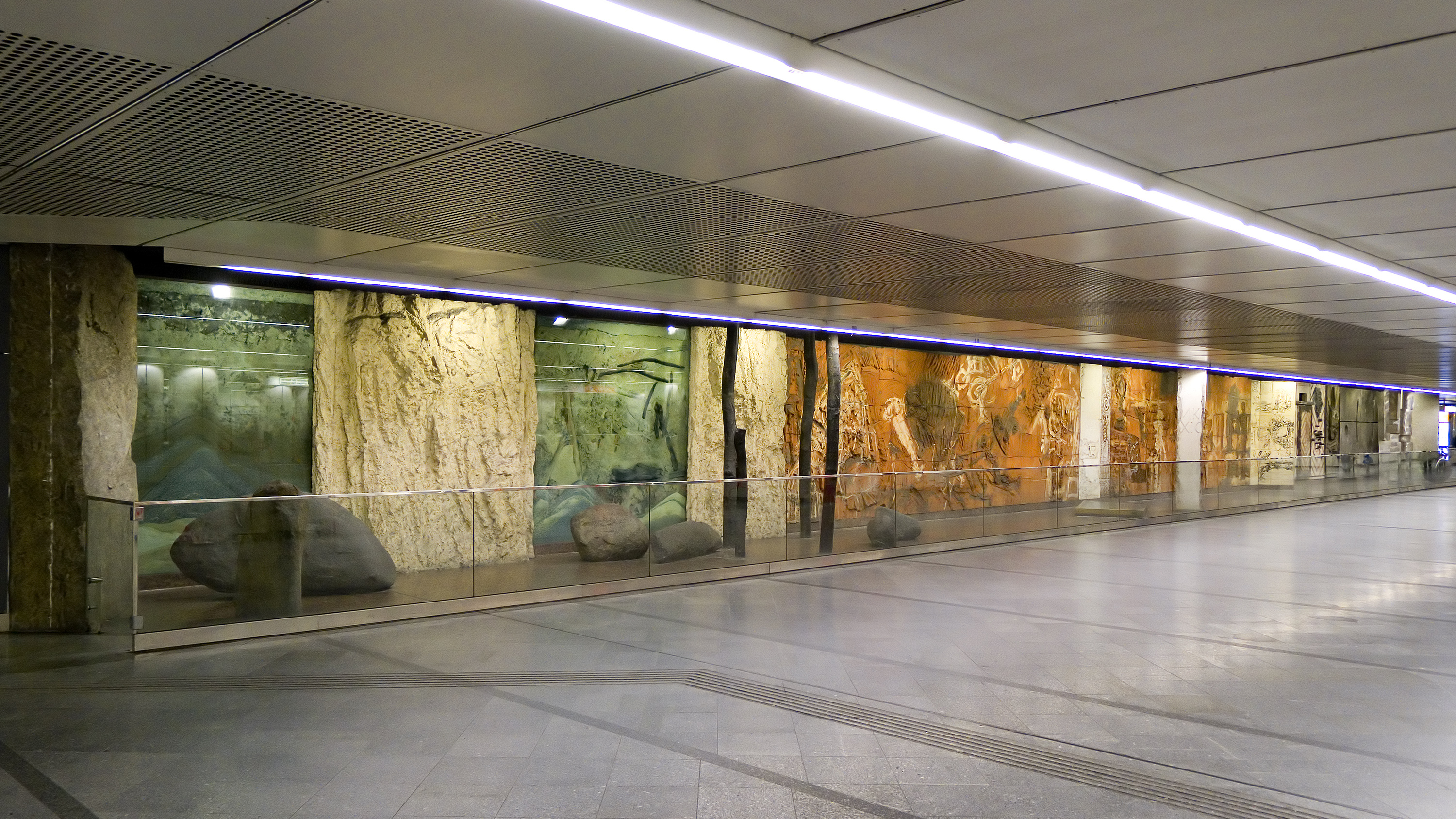
Kunstwerk Circa 55 Schritte durch Europa.

## Inrichting

### U6
Het eilandperron van de U6 ligt op niveau -1 onder het stationsgebouw en is met de stationshal verbonden met twee trap/roltrap-groepen die aan de noordkant en in het midden van het perron uitkomen. Deze laatste ligt in het verlengde van een trap/roltrap-groep die het perron verbindt met de verdeelhal op niveau -2. Helemaal aan de zuidkant van het perron zijn liften, die de perrons van beide lijnen en de verdeelhal onderling verbinden. Ten noorden van het perron ligt tussen de sporen een opstelspoor dat met beide sporen is verbonden zodat het ook gebruikt kan worden om bij dienstverstoringen te keren.

### Verdeelhal
De verdeelhal ligt recht boven de tunnels van de U3 en strekt zich uit tussen het Westbahnhof en de oostkant van het kruispunt van de Mariahilfer Straße met de Gürtel. Daar zijn ook de oostelijke toegangen tot de verdeelhal te vinden. De liften liggen ongeveer in het midden van de verdeelhal en komen beneden uit bij het oosteinde van de perrontunnels van de U3. Verder naar het westen zijn er twee trap/roltrap-groepen die de verdeelhal met de middenhal van het pylonenstation van de U3 verbinden. In de noordwesthoek van de verdeelhal is een reizigerstunnel die via roltrappen en een tussenverdieping de verbinding vormt tussen de verdeelhal en de stationshal van het Westbahnhof.
De noordwand van de verdeelhal is opgesierd met het kunstwerk Circa 55 Schritte durch Europa van de kunstenaar Adolf Frohner. Het 40 meter lange kunstwerk beeldt de ontwikkeling van de mensheid uit, met links de oertijd met een onbewerkte steen tot helemaal rechts een perfecte stalen bol uit edelstaal. De poging om bij het kunstwerk ook avant-gardistische muziek de laten horen is niet geslaagd en niet voortgezet. Rond 2005 is een glazen hek rond het kunstwerk geplaatst om vandalisme te voorkomen.

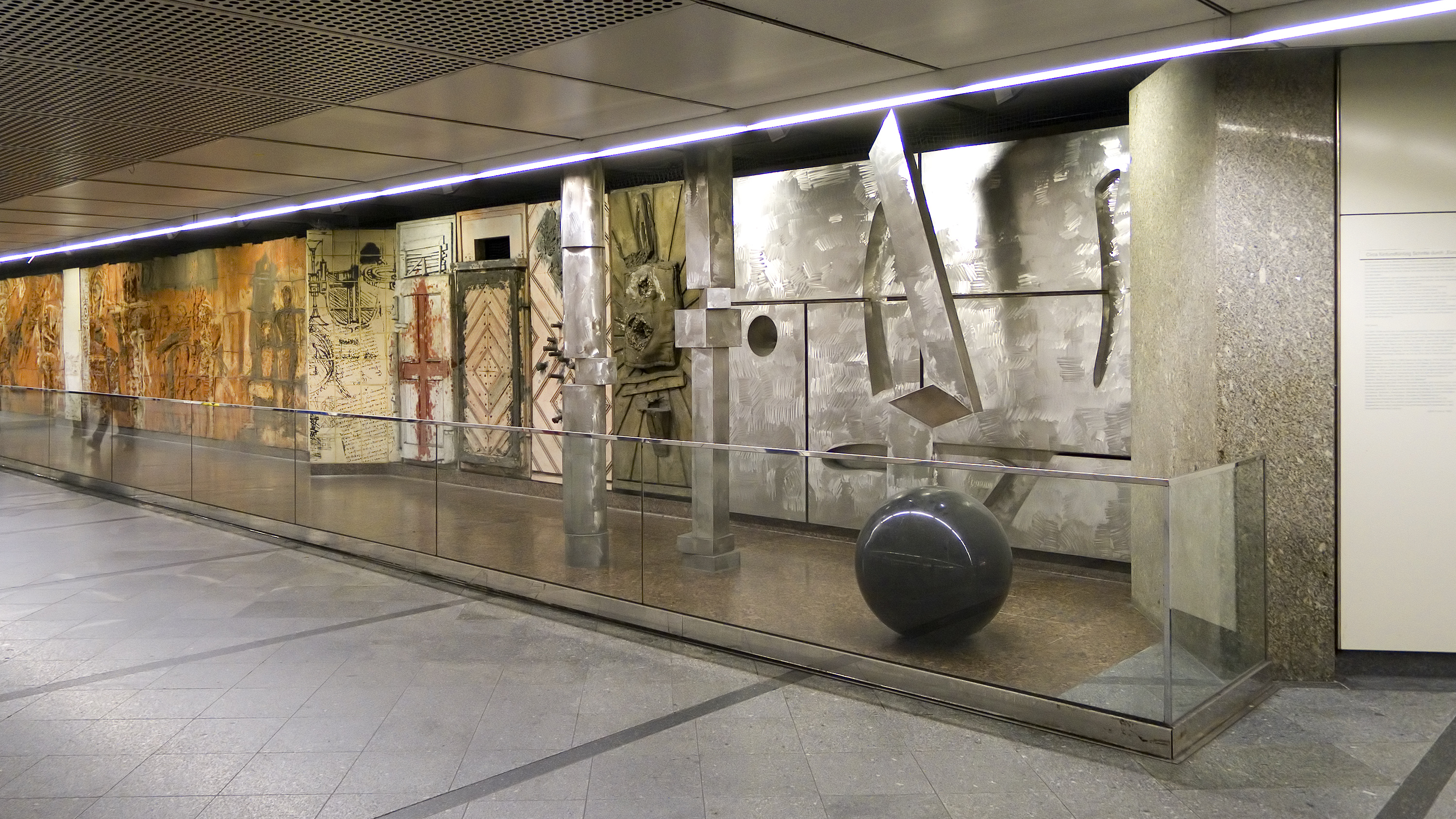
Kunstwerk, detail
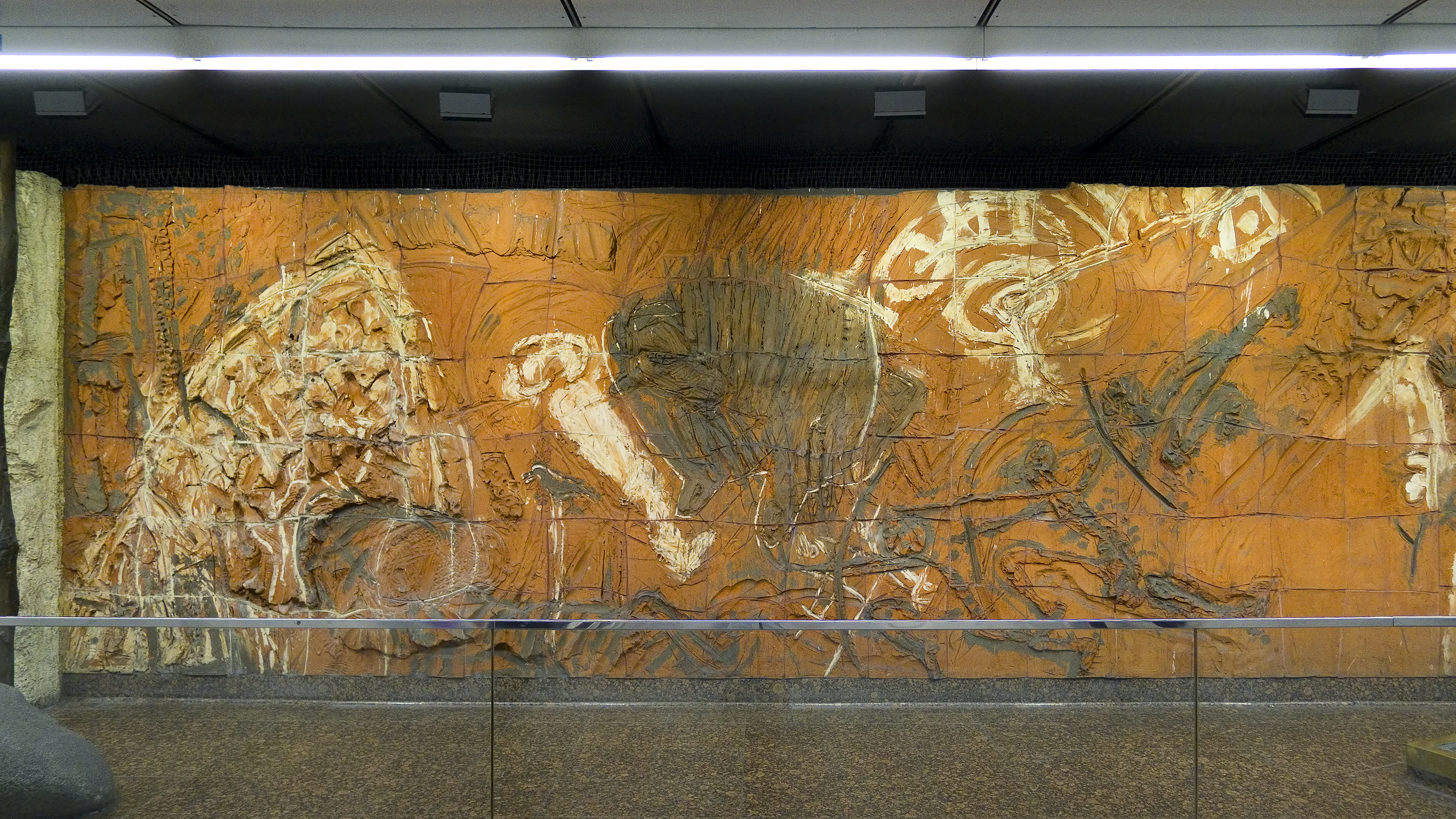
Kunstwerk, detail
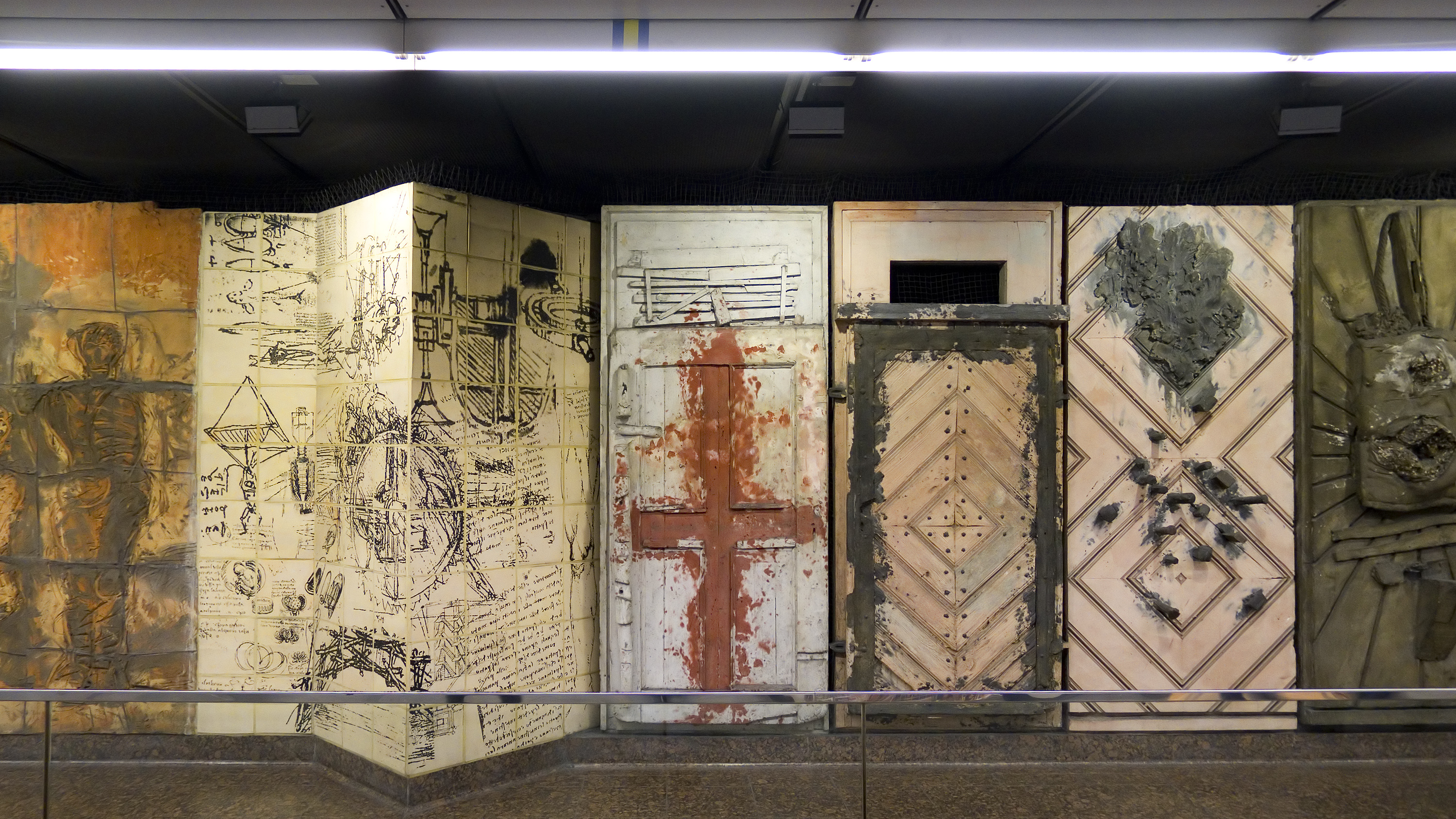
Kunstwerk, detail
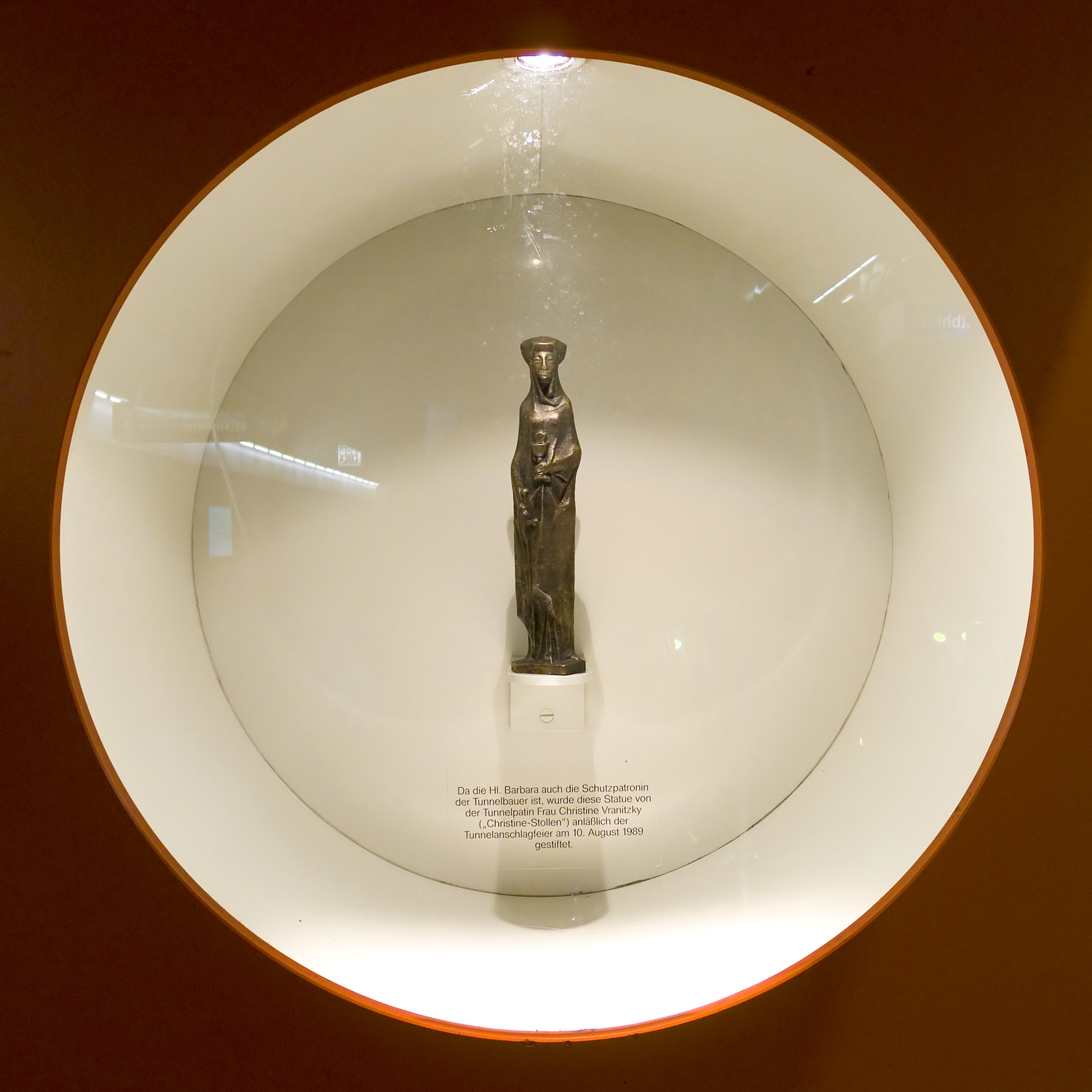
Beeldje van St. Barbara bij het perron
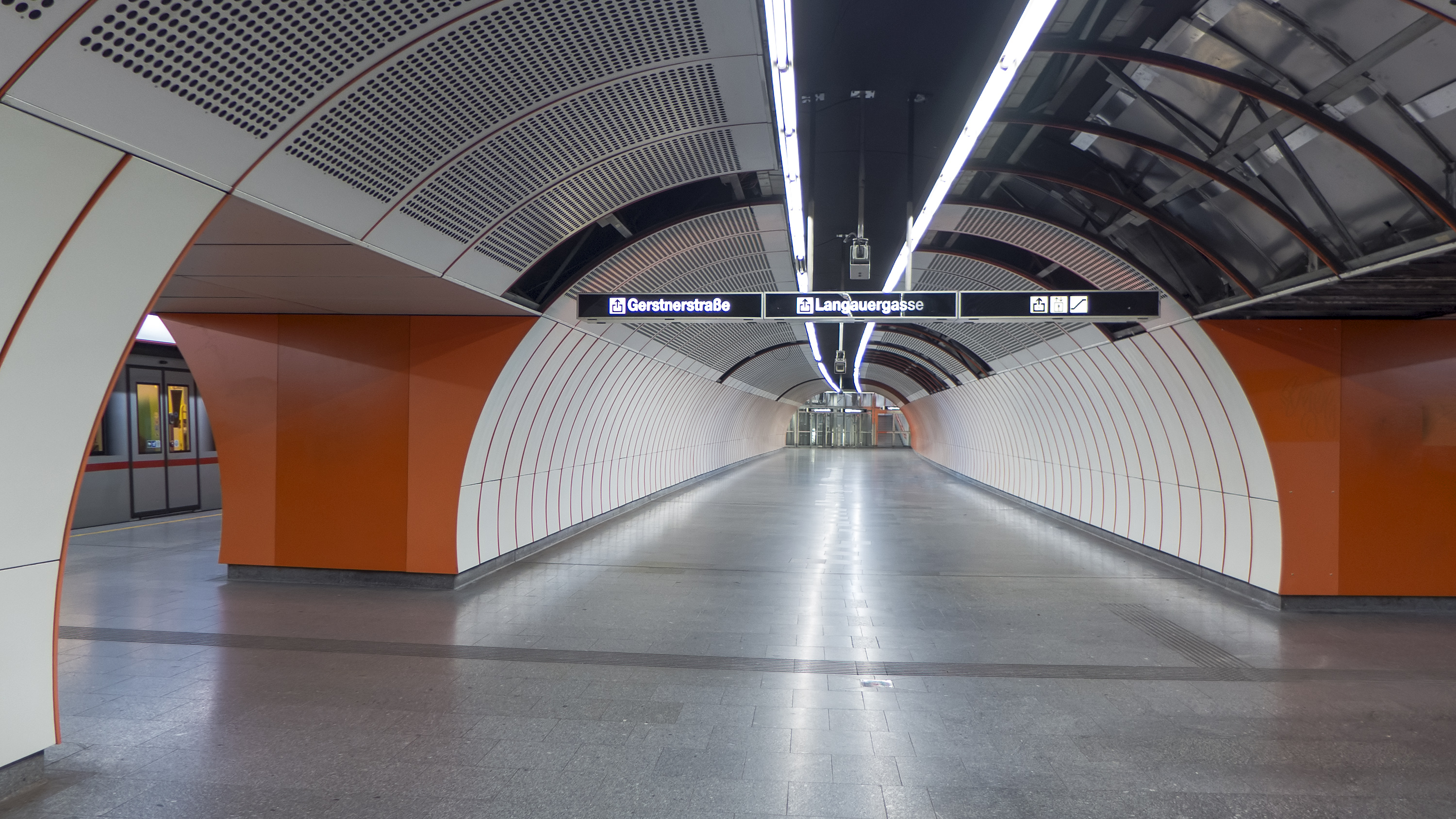
De reizigerstunnel aan de westkant
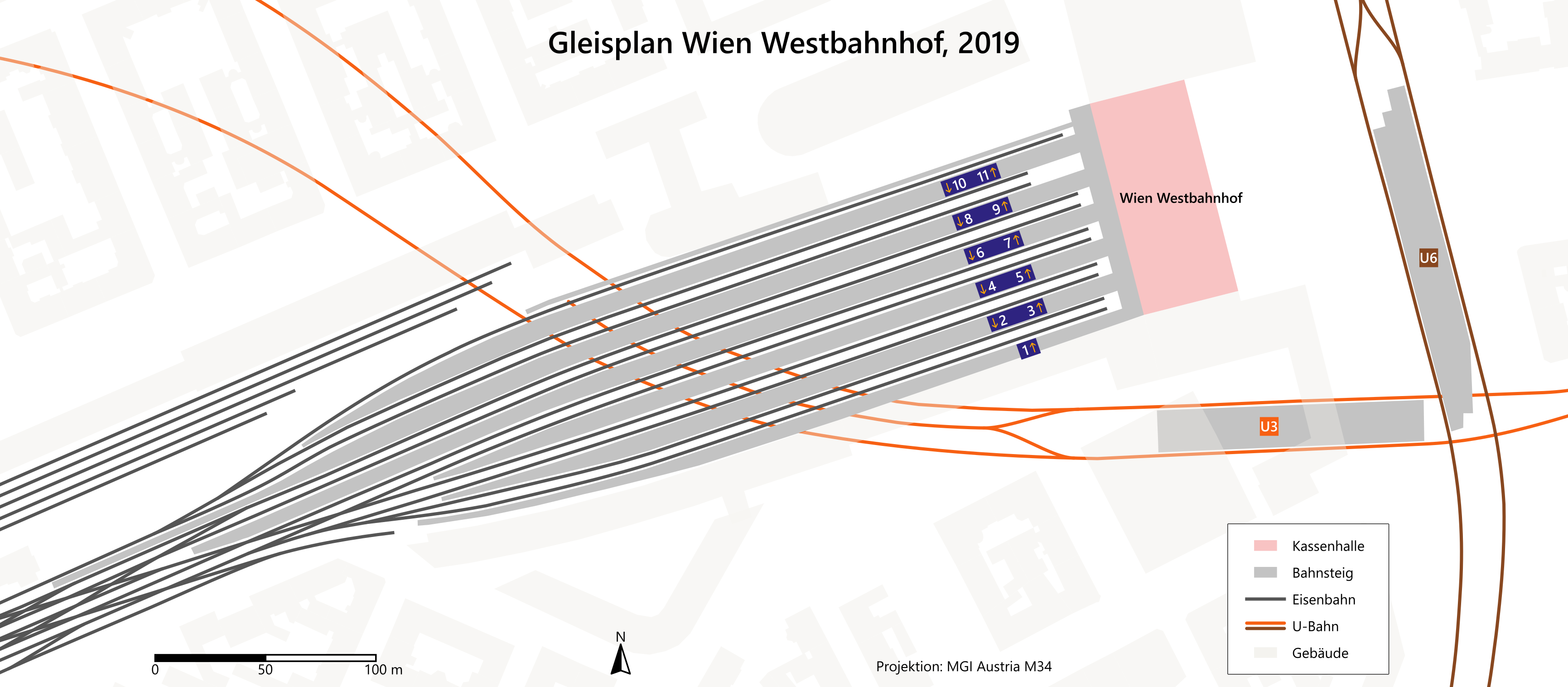
De plattegrond van het Westbahnhof

### U3
De perrons van de U3 liggen elk in een eigen perrontunnel en zijn via dwarsverbindingen verbonden met een middenhal. Bij een van de perrons in klein bronzen beeld geplaatst van St. Barbara, de beschermheilige van de tunnelbouwers. Behalve de (rol)trappen en liften tussen middenhal en verdeelhal is er aan de westkant nog een toegang met liften en een trappenhuis naar de Gestnerstraße. Deze toegang is door een reizigerstunnel in het verlengde van de middenhal bereikbaar. Ten westen van deze toegang ligt ondergronds een keerspoor dat ten tijde van de functie als eindpunt in de reguliere dienst werd gebruikt.